# باشگاه فوتبال تیولی گاردنز
باشگاه فوتبال تیوولی گاردنز یک باشگاه فوتبال اهل جامائیکا است که در کینگستون واقع شده است. تیم بزرگسالان این باشگاه در لیگ برتر جامائیکا شرکت می‌کند. این باشگاه ۵ بار عنوان قهرمانی لیگ برتر جامائیکا و ۳ بار عنوان جام حذفی را به دست آورده است. ورزشگاه خانگی آنها ریلوی اووال است.
ریکاردو فولر یکی از بازیکنان این تیم بود.

## تاریخچه
باشگاه فوتبال تیولی گاردنز که در سال ۱۹۷۰ تأسیس شد، قبلاً توسط نخست وزیر سابق فقید، ادوارد سیگا، که به مدت چهل سال به عنوان عضو پارلمان خدمت کرده بود، اداره می‌شد. آنها پنج بار قهرمان ملی شدند و اولین قهرمانی خود در لیگ برتر را در سال ۱۹۸۳ به دست آوردند.